# Litván férfi jégkorong-válogatott
A litván férfi jégkorong-válogatott Litvánia nemzeti csapata, amelyet a Litván Jégkorongszövetség (litvánul: Lietuvos ledo ritulio federacija) irányít. A válogatott jelenleg az IIHF-világranglista 23. helyén található (2022).
A válogatott története során eddig egyszer szerepelt A divíziós világbajnokságon, 1938-ban tizedik helyen végzett a csapat. 1954 és 1991 között a litván játékosok a szovjet válogatott színeiben versenyeztek, Litvánia 1991 után a Szovjetunió szétesését követően lett független, ekkor alakult meg újra a litván válogatott. Először 1993-ban vett részt a világbajnokságon, ahol a C csoportos vb-re sorolták be. A litván válogatott téli olimpián még sosem szerepelt.

## Eredmények
1920 és 1968 között a téli olimpia minősült az az évi világbajnokságnak is. Ezek az eredmények kétszer szerepelnek a listában.

### Világbajnokság
- 1938 – 10. hely
- 1954–1991 – a szovjet válogatott színeiben versenyeztek
- 1993– – nem jutott ki az élvonalbeli világbajnokságra

### Olimpiai játékok
- 1920–2022 – nem jutott ki